# 斎藤安雄

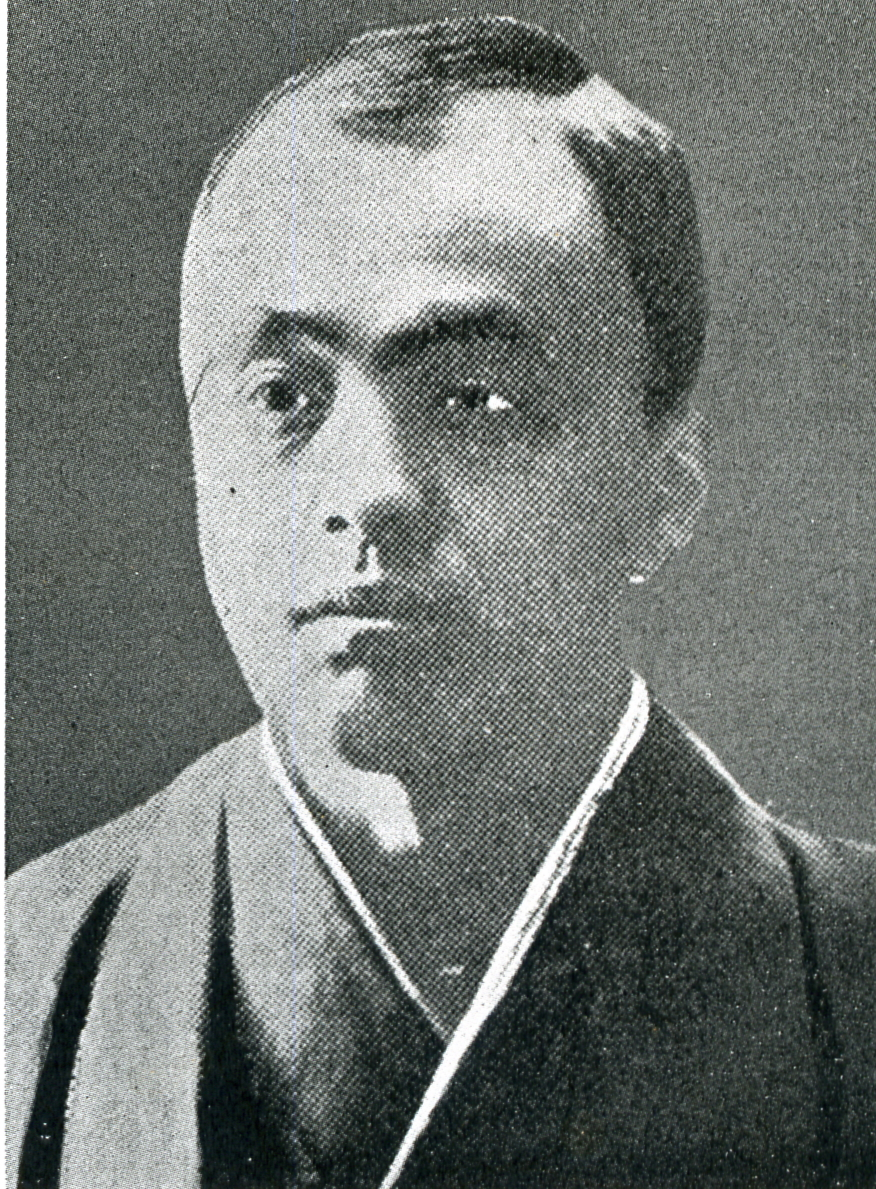
斎藤安雄

斎藤 安雄（齋藤、さいとう やすお、1865年7月23日（慶応元年6月1日）- 1931年（昭和6年）1月28日）は、日本の教育者、実業家、政治家。衆議院議員、貴族院多額納税者議員。旧名・慶之助。

## 経歴
武蔵国榛沢郡中瀬村（のち埼玉県大里郡中瀬村、現:深谷市）で、素封家・斎藤雄之助の長男として生まれる。1879年（明治12年）、家督を相続し安雄と改名。1885年（明治18年）、埼玉県師範学校を卒業。1891年（明治24年）まで小学校訓導を務めた。
1893年（明治26年）、自由党埼玉県支部が結成され同党に加盟。1894年（明治27年）、埼玉県会議員となる。1898年（明治31年）3月、第5回衆議院議員総選挙で埼玉県第四区から自由党所属で出馬して当選。以後、第6回と第11回から第13回までの総選挙で当選し、衆議院議員を通算5期務めた。1925年（大正14年）9月29日、貴族院多額納税者議員に任じられ、在任中に死去した。立憲政友会院内主事、同協議員を務めた。蚕糸業の保護や救済、利根川河川地耕作などに尽力した。
実業界では、深谷銀行頭取、埼玉農工銀行取締役、大宮商業銀行取締役、武州銀行取締役、深谷商業銀行監査役、埼玉電灯会社監査役、中瀬信用購買販売生産組合理事長、埼玉県信用組合連合会監事などを務めた。

## 親族
- 長男：馨之助（妻は 伯爵 伊東巳代治 二女  喜美）[8]
- 長女：さわ（群馬県 新島語三郞 長男照太郞 妻、義兄弟は忍貯金銀行副頭取 酒卷景一、景一の妹は子爵 鳥尾小弥太長男光 妻）[9]